# Raemaru
Raemaru är ett berg i Cooköarna (Nya Zeeland). Det ligger i den centrala delen av landet. Toppen på Raemaru är 357 meter över havet. Raemaru ligger på ön Rarotonga. Det ingår i Pouraa Mountains.
Närmaste större samhälle är Avarua, 5,0 km nordost om Raemaru. I omgivningarna runt Raemaru växer i huvudsak städsegrön lövskog.